# Dvorana Tivoli
Dvorana Tivoli je naziv za višenamjensku sportsku dvoranu s pratećim sadržajima, predviđenu za održavanje sportskih, kulturnih, poslovnih i zabavnih manifestacija. Sastoji se od dvije dvorane. Manja dvorana predviđena je kao dom lokalnog košarkaškog kluba Olimpija, dok je veća dvorana predviđena kao dom lokalne hokejaške momčadi Olimpije Ljubljana. Ukupni kapacitet dvorane je 6.000 mjesta.